# Šaroj (okres)
Okres Šaroj, (čečensky Шаройн кӀошт, rusky Шаро́йский райо́н) leží v jihovýchodní části Čečenské autonomní republiky Ruské federace. Správním centrem okresu je vesnice Chimoj (čečensky ХӀимa) s 309 obyvateli v roce 2010.

## Geografie
Okres Šaroj zasahuje do vysokohorské oblasti Velkého Kavkazu. Okresem protéká řeka Šaroargun, pravý přítok Argunu.
Z hlediska administrativního členění Čečenska je okres Šaroj na severozápadě ohraničen okresem Itum-Kali. Na severu leží sousední okres Šatoj a na severovýchodě Čeberlojevský okres. Na jihu hraničí s Gruzií a na jihovýchodě s Dagestánem. Jižní hranice je zároveň státní hranicí mezi Ruskou federací a Gruzií, prochází ve výšce cca 3500 - 4200 m n. m. Na trojmezí okresu Šaroj, Gruzie a Dagestánu leží nejvyšší hora Deagestánu Diklosmta (čečensky Дукълуо-Лам, v překladu sněhový hřbet. 4 285 m n. m.).
Šarojský okres byl ustanoven 26. 5. 2000 a zaujímá plochu 37622 ha, z čehož jen cca 3000 ha je zemědělsky obhospodařováno. Oficiální portál vlády Čečenské republiky uváděl v květnu 2016 celkový počet obyvatel okresu 4906 osob.

## Obyvatelstvo
Vývoj obyvatelstva
| Rok  | Počet obyvatel |
| ---- | -------------- |
| 2002 | 2.236          |
| 2009 | 2.347          |
| 2012 | 3.247          |
| 2014 | 3.112          |

Národnostní složení
Podle sčítání z roku 2010 více než polovinu z celkového počtu obyvatelstva ( 54,49 %) tvořili Čamalalové, příslušníci etnické skupiny avarského národa, žijící na území Dagestánu a Čečenska. V okrese Šaroj jsou Čamalalové soustředěni zejména v obci Kenchi. Dalších 45% obyvatel se hlásilo k čečenské národnosti. Čečenci i Čamalalové vyznávají sunnitský islám. Díky odloučenosti a těžké dostupnosti tohoto regionu se v šarojském okrese dosud zachoval specifický šarojský dialekt.

## Střediskové obce
Na území okresu Šaroj je 11 střediskových obcí, jejichž působnost byla vymezena zákonem Čečenské republiky č. 43 - Р3 ze dne 14. 7. 2008. Jedná se o obce Buti (čečensky Бу́тIи, rusky Бути), Kenchi (čečensky Къена-Хи, rusky Кенхи), Kiri (čečensky Кхиерие, rusky Кири), Chakmadoj (čečensky Ха́кмат, Хо́нкад, rusky Хакмадой), Chimoj (čečensky ХIима, rusky Химой), Chulandoj (čečensky Ху́ланда, rusky Хуландой),Cesi (čečensky Цlе́са, ЦIе́с, rusky Цеси), Čajry (rusky Чайры), Šaroj (čečensky Шара, rusky Шарой), Šikaroj (čečensky Ши́къара, rusky Шикарой) a Kesaloj (čečensky КIе́сала, rusky Кесалой nebo Кеселой).

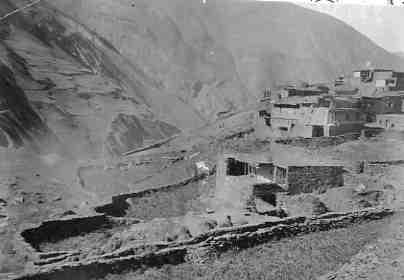
Aul Chulandoj v roce 1926

Tyto obce však představují jen zhruba čtvrtinu z původního počtu osídlených míst na území Šarojského okresu, který byl spolu s ostatními regiony Čečenska vysídlen v únoru roku 1944. Existovalo zde 29 dalších, nyní zaniklých vesnic (aulů): Acilda, Alchachi, Berdukel, Chošeldoj, Dolní Chošeldoj, Chonduch, Chindušty, Malčchiče, Mozuchi, Dukarchoj, Barči-Koleška, Čechildoj, Govoldoj, Galikort, Džagaldej, Cejkara, Eltyaul, Gezika, Umardželo, Chindoj, Basoj, Kačechoj, Kenso, Kebosoj, Etkerči, Sanduchoj, Ikaroj, Čarchachi a Džanguloj.
Počet obyvatel v uvedených 11 střediskových obcích se k 1. 1. 2015 pohyboval od necelých pěti desítek (Buti) až po 1568 (Kenchi). Správní centrum okresu Chimoj mělo k 1. 1. 2015 291 obyvatel.
Okres Šaroj patří mezi nejméně rozvinuté oblasti Čečenska. Od roku 2001 měly na jeho rozvoj - a též na zmírnění následků několika ničivých povodní - směřovat značné částky, avšak obyvatelé šarojského okresu se jich nedočkali. Veřejná kritika, kterou vyslovil jeden z obyvatel největší obce Kenchi v dubnu roku 2016, měla za následek nepokoje a represe ze strany Kadyrovova režimu. K situaci v šarojském okrese, vyšetřování událostí a kádrovým změnám ve vedení okresu se vyjádřil i čečenský ombudsman Nurdi Nuchažiev.

## Památky a příroda
Na území šarojského okresu se nacházejí archeologické památky z doby nejstaršího osídlení tohoto území - hrobky a zbytky staveb z 5. až 15. století. Dále jsou dochovány četné stavby z období od 14. do 16. století. Jedná se zejména o typické obranné a obytné věže. Na území okresu zasahuje Argunská přírodní rezervace (Аргунский музей-заповедник) se skalnatými kaňony, horskými řekami, vodopády, jezery a nedotčenými lesními porosty.

## Geologická zajímavost - kamenné koule
V roce 2012 byla za účelem prozkoumání místních jeskyní a vodopádů do těžko přístupných oblastí šarojského okresu vypravena vědecká expedice s názvem "Čečensko - centrum turismu" ("Чечня – центр туризма"). V jedné lokalitě vědci objevili ve skalní stěně na čtyři desítky kamenných koulí a průměru od 20 cm do 1 m. Účastnící expedice se domnívali, že se jedná o vejce býložravých dinosaurů z doby před cca 60 milióny let. Tuto hypotézu však záhy vyvrátili vědci z Paleontologického ústavu Ruské akademie věd v Moskvě, kteří uvedli, že v oblasti Kavkazu nejsou doloženy geologické vrstvy z období jury a křídy, kdy na Zemi žili dinosauři, a tudíž se musí jednat o útvary geologického původu, nejspíše o kamenné konkrece. Objev falešných "dinosauřích vajec" přinesl šarojskému okresu značnou popularitu nejen v ruských, ale i v zahraničních médiích.